# Circle D-KC Estates
Circle D-KC Estates è un census-designated place degli Stati Uniti d'America, situato nella contea di Bastrop dello Stato del Texas. Secondo il censimento effettuato nel 2010 la popolazione era di 2,393.

## Geografia
Circle D-KC Estates è situata a circa 7 miglia a nord-est di Bastrop. È inoltre attraversata dalla State Highway 21.
Secondo l'Ufficio del censimento degli Stati Uniti d'America il CDP ha un'area totale di 9.3 miglia quadrate (24 km²), di cui 9.3 miglia quadrate sono terra, mentre 0.04 miglia quadrate (0.10 km², corrispondenti allo 0.32% del territorio) sono costituite dall'acqua. La zona è stata gravemente danneggiata dal Bastrop County Complex Fire, che ha avuto luogo nel 2011.

## Istruzione
Circle D-KC Estates è servita dal Bastrop Independent School District.

## Società

### Evoluzione demografica
Secondo il censimento del 2000, c'erano 2,393 persone, 938 nuclei familiari e 660 famiglie residenti nel CDP. La densità di popolazione era di 257,3 persone per miglio quadrato (99.3/km²). C'erano 1,037 unità abitative a una densità media di 111.5 per miglio quadrato (43.0/km²). La composizione etnica del CDP era formata dal 89.1% di bianchi, l'1.6% di afroamericani, l'1.0% di nativi americani, lo 0.1% di asiatici, il 5.4% di altre razze, e il 2.8% di due o più etnie. Ispanici o latinos di qualunque razza erano il 17.6% della popolazione.
C'erano 938 nuclei familiari di cui il 28.7% aveva figli di età inferiore ai 18 anni, il 58.4% erano coppie sposate conviventi, l'8.4% aveva un capofamiglia femmina senza marito, e il 29.6% erano non-famiglie. Il 22.2% di tutti i nuclei familiari erano individuali e l'8.2% aveva componenti con un'età di 65 anni o più che vivevano da soli. Il numero di componenti medio di un nucleo familiare era di 2.55 e quello di una famiglia era di 3.00.
La popolazione era composta dal 23.3% di persone sotto i 18 anni, il 3.6% di persone dai 18 ai 24 anni, il 22.7% di persone dai 25 ai 44 anni, il 37.0% di persone dai 45 ai 64 anni, e il 13.3% di persone di 65 anni o più. L'età media era di 45.2 anni. Per ogni 100 femmine c'erano 103.3 maschi. Per ogni 100 femmine dai 18 anni in su, c'erano 102.9 maschi.
Il reddito medio di un nucleo familiare era di 52,983 dollari, e quello di una famiglia era di 60,313 dollari. I maschi avevano un reddito medio di 40,000 dollari contro i 30,595 dollari delle femmine. Il reddito pro capite era di 22,996 dollari. Circa l'1.3% della popolazione era sotto la soglia di povertà.
Secondo il censimento effettuato nel 2000 gli abitanti erano 2.010, mentre nel 1990 erano 1,247.